# Joaquim Martagão Gesteira
Joaquim Martagão Gesteira (Conceição do Almeida, Bahia, 17 de maio de 1884 — Rio de Janeiro, 20 de junho de 1954) foi um médico, escritor, livre-docente, professor, filantropo e gestor público na área da saúde infantil. No exercício das funções públicas exerceu os cargos de inspetor do Serviço de Higiene Infantil (SHI) e diretor da Diretoria de Higiene Infantil e Escolar (DHIE) e do Departamento Estadual da Criança (DEC), todos exercidos na Bahia. Dirigiu o Departamento Nacional da Criança, do governo Federal, Na oportunidade, criou a primeira Jornada Brasileira de Pediatria e Puericultura, depois conhecida como Congresso Brasileiro de Pediatria. Esteve na Direção do Instituto de Puericultura da Faculdade Nacional de Medicina, no Rio de Janeiro, membro honorário da Academia Nacional de Medicina e fundou e presidiu a Sociedade de Pediatria da Bahia (SPB) no ano de 1930.

## Biografia
Nasceu Joaquim Martagão Gesteira na Fazenda Bonsucesso, município de Conceição do Almeida, no recôncavo baiano,  em 17 de maio de 1884, filho do Coronel José Leandro Gesteira e Maria Amélia de Martagão Gesteira. Fez estudos primários na Escola Pública de sua terra natal, e o curso secundário no Ginásio São Salvador, em  Salvador. Em 1902, matriculou-se na Faculdade de Medicina da Bahia, pela qual recebeu o título de doutor em Medicina em 1908. Foi Interno de Clínica Propedêutica a partir de 19 de dezembro de 1907 até 14 de dezembro de 1908, exonerado por ter concluído o curso médico. Diplomou-se na Faculdade de Medicina da Bahia, 92ª turma, a do 1º Centenário da Faculdade de Medicina da Bahia: 1808-1908, especializando-se em bacteriologia com a tese “Etiologia e diagnóstico da septicemia de Bruce – Febre de Malta”. Exerceu a clínica pediátrica e logo buscou também exercer o magistério, pois em 1909, com um ano de formado, tomou posse em 5 de junho como Assistente Efetivo da cadeira de Clínica Pediátrica Cirúrgica e Ortopédica
Em março de 1912, foi nomeado, por concurso,  docente livre da Clínica Pediátrica. Em 1914, Professor extraordinário da mesma cadeira. Em novembro de 1915, Professor catedrático.  Em 1919 foi eleito Membro Honorário da Academia Nacional de Medicina e no início dos anos 1930 fundou e presidiu a Sociedade Baiana de Pediatria. Até então, Martagão Gesteira havia inscrito seu nome na história da pediatria baiana.

## Legado
Martagão Gesteira destacou-se, desde que se formou, pela intensa atividade no campo da gestão e o magistério em saúde  Instalou e fez funcionar a Escola de Puericultura Raymundo Magalhães, localizada no Campo Grande, o Abrigo Maternal e o Lactário Júlia Carvalho, todos em Salvador. Contando com a colaboração de outros médicos, fundou, em 6 de junho de 1923, a “Liga Bahiana contra a Mortalidade Infantil”.
Criou a revista Pediatria e Puericultura para ser um órgão da SPB e da Liga Baiana contra a Mortalidade Infantil (LBCMI). A revista tinha periodicidade trimestral e veiculava casos clínicos e relatórios da LBCMI e as atas da SPB.  A  Liga (LBCMI) foi um instrumento através do qual Martagão Gesteira promoveu a  institucionalização da assistência à saúde infantil na Bahia associando-se aos esforços da Inspetoria de Higiene Infantil (IHI). A IHI foi uma estrutura do Departamento Nacional de Saúde Pública (DNSP) criada pelo decreto nº 16. 300, de 31 de dezembro de 1923. Era responsável pelos serviços de higiene infantil e de assistência à infância no então Distrito Federal e por prestar orientação técnica aos estados onde eram instalados os SHI. Este serviço funcionava a partir de parcerias com comissões, no caso da Bahia esta comissão foi a LBCMI.  Durante a sua longa existência a LBCMI foi responsável pela criação de consultórios de higiene pré-natal, consultórios de lactantes, consultórios pediátricos, creches, lactários, um abrigo maternal, uma pupileira, uma escola de puericultura, uma escola de mãezinhas ou escola maternal, um museu de higiene infantil e um hospital. De acordo com Martagão Gesteira as funções da LBCMI seriam animar e ajudar a campanha de puericultura que o governo federal iria empreender na Bahia, auxiliando a instalação dos primeiros postos e fundando uma creche central, teria (como indica seu nome) por programas: a luta contra a morbidez e mortalidade infantis na Bahia, por todos os meios ao seu alcance, propaganda intensiva de higiene infantil, em publicações, cartazes, conferências públicas, projeções cinematográficas, etc; orientação e auxílio às mães indigentes que queiram amamentar os filhos; solicitação aos poderes públicos municipais e estaduais de medidas gerais destinadas ao amparo e proteção da criança e etc.
No início da década dos anos 20, de cada 100 crianças que nasciam na Bahia, 40 morriam com menos de um ano de vida. Salvador tinha uma população de 400 mil habitantes, as estatísticas na área de saúde eram alarmantes. Em 1945, Salvador necessitava de 800 a 1000 leitos para crianças e dispunha apenas de 105, distribuídos por três hospitais gerais. Atualmente, o Hospital Martagão Gesteira presta atendimento em 16 especialidades, além de possuir centro cirúrgico, UTI, 115 leitos e serviços auxiliares de diagnóstico, capela e escolinha para mães e para as crianças, serviço de comunicação do hospital. São complexos os fatores que contribuem para os índices de mortalidade infantil. A correlação desses aos indicadores de desenvolvimento econômico e social dos países poderia contribuir para a compreensão dos fatos. Nas duas últimas décadas a mortalidade infantil mostrou significativa redução no Estado da Bahia e possivelmente, ações promovidas pela LBCMI tiveram contribuições nesses dados.   No Brasil, o índice de mortalidade infantil continua muito elevado, sendo verificado  em 2006  cerca de 23,6 mortes/ mil nascimentos. Comparando-se com outros países de indicadores sócio-econômicos distintos, vê-se o quão ainda precisamos honrar o legado de Martagão Gesteira: em nações como Suécia o índice é de 3,2 m/mil nasc; Noruega 3,3 m/ mil nasc.; Canadá 4,8 m/mil nasc.; até mesmo em países de menor desenvolvimento, os índices são melhores que os brasileiros, como Cuba 5,1 m/mil nasc, Chile 7,2 m/mil nasc., Costa Rica 9,9 m/mil nasc, Argentina 13,4 m/mil nasc e Tailândia 10,06 m/mil nasc.
Martagão Gesteira criou o Boletim da Sociedade de Pediatria, mais tarde denominada Pediatria e Puericultura e promoveu a institucionalização da assistência à saúde infantil na Bahia, fazendo parceria com a Inspetoria de Higiene Infantil do Departamento Nacional de Saúde Pública, no Distrito Federal. Em 1935 chegou a ser nomeado Diretor do Departamento da Criança do Estado da Bahia, instalando consultórios de higiene pré-natal e de higiene infantil, em todos os distritos de Salvador.
Em 1937 seu nome começou a obter uma projeção nacional, Naquela oportunidade, foi transferido para o Rio de Janeiro, então capital da República, a convite do então Presidente Getúlio Vargas, encantado com o trabalho desenvolvido em Salvador em favor da assistência à criança. Ao chegar, Martagão Gesteira assumiu a Cadeira de Puericultura e Clínica da Primeira Infância e a Direção do Instituto de Puericultura da Faculdade Nacional de Medicina, no Rio de Janeiro. Aos poucos, mostrou, aos que não o conheciam, a profundidade de seus conhecimentos de clínica infantil, tornando-se logo um dos mais acatados e respeitáveis mestres da Universidade do Brasil. Em 1938, foi eleito presidente da Sociedade Brasileira de Pediatria. Na oportunidade, criou a primeira Jornada Brasileira de Pediatria e Puericultura, depois conhecida como Congresso Brasileiro de Pediatria.
A criança na Era Vargas assumira um papel de extrema relevância, pois representava, para a elite política da época, a esperança de futuro. Martagão Gesteira esteve à frente deste processo de valorização e proteção da infância pobre e desvalida.
O fim do Estado Novo não retirou Martagão Gesteira do poder. Em 1946 foi nomeado Diretor do “Departamento Nacional da Criança” No início dos anos 1950 passou a ser o Diretor do “Instituto Internacional Americano de Proteção à Infância”. No final de sua vida, a reputação de Martagão Gesteira transcendia as fronteiras nacionais.
Esta visibilidade pública internacional foi, em grande parte, fruto de sua ampla produção científica em diversas revistas brasileiras e estrangeiras especializadas e de sua participação em diferentes eventos científicos nacionais e internacionais. Entre outros consta sua participação em eventos científicos realizados em Montevidéu, Paris, Washington, México, Zurique e Nova Iorque. Martagão Gesteira tem mais de 150 conferências e trabalhos publicados. Diga-se de passagem que, além da vasta produção como conferencista e ensaísta no campo da pediatria, foi também o idealizador e criador da primeira revista de pediatria do Brasil, O Boletim da Sociedade de Pediatria, mais tarde denominada Pediatria e Puericultura, órgão oficial da Sociedade Baiana de Pediatria, por ele fundada na década de 1930.
Martagão Gesteira foi Presidente da Sociedade Brasileira de Pediatria em 1938 e foi homenageado por ela, ao ser indicado Patrono da Cadeira 6 da Academia Brasileira de Pediatria. Foi membro titular da Academia Nacional de Medicina e publicou inúmeros trabalhos sobre Puericultura e Pediatria, no Brasil e em  outros países.
Sua ampla produção bibliográfica abrange desde artigos em que apresenta suas descobertas clínicas e terapêuticas até outros frutos de pesquisas em laboratório. No primeiro caso cabe menção ao livro “Pediatria lições e conferências”. A paralisia cerebral e as distrofias ósseas congênitas foram alguns dos temas abordados no segundo caso. Além disso, cabe destaque sua preocupação com a influência dos fatores sociais na mortalidade infantil e com a divulgação científica para leigos e médicos. “Como criar o meu filhinho” e “Manual de Puericultura” são exemplos desta outra face de sua extensa produção bibliográfica..

## Morte
Joaquim Martagão Gesteira faleceu na Cidade do Rio de Janeiro, em 30 de abril de 1954, aos 70 anos de idade, acometido por um infarto, quando escrevia mais um trabalho a ser apresentado num congresso de pediatria em Montevidéu. Hoje em dia, Martagão Gesteira é nome de diversos hospitais, praças e ruas em todo o país. No Rio de Janeiro, o Instituto de Puericultura e Pediatria da Universidade Federal do Rio de Janeiro leva seu nome. A Bahia não o esqueceu, prestando uma homenagem ao denominar um importante complexo de assistência pediátrica com o nome de Hospital Martagão Gesteira, no bairro do Tororó, em Salvador.